# Титов, Владимир Павлович
Владимир Павлович Титов (28 февраля (12 марта) 1807, Рязанская губерния — 15 (27) сентября 1891, Харьков) — русский писатель
, чиновник, дипломат, действительный тайный советник. Племянник министра юстиции Д. В. Дашкова. Как писатель известен повестью «Уединённый домик на Васильевском», созданной по сюжету А. С. Пушкина. Публиковался под псевдонимом Тит Космократов.

## Биография
Родился 28 февраля (12 марта) 1807 года в имении Новики, в Спасском уезде, Рязанской губернии. Сын рязанского помещика секунд-майора Павла Петровича Титова (1759 — после 1811), избранного дворянством Спасского уезда своим предводителем. Мать, Елизавета Васильевна была сестрой Дмитрия Васильевича Дашкова, который создал в столице общество «Арзамас» и имел широкие связи в литературных кругах, куда с юности был вхож и его племянник. Унаследовал 3000 десятин земли в Рязанской и до 6300 десятин во Владимирской и Новгородской губерниях, впоследствии приобрёл ещё 800 десятин в Рязанском уезде. Брат — Пётр (1800—1878) — поручик русской армии, декабрист, участник Заграничного похода (1815) и Русско-турецкой войны (1828—1829), отставной статский советник.
Образование получил в университетском пансионе и в Московском университете, где его товарищами были Владимир Одоевский и Степан Шевырёв. С 21 декабря 1823 года — «архивный юноша»: числился в Московском архиве Коллегии иностранных дел, пока не переехал в 1827 году в Петербург, где поступил на службу в Азиатский департамент.
В молодости активно участвовал в литературной жизни. Вместе с Одоевским, Шевырёвым, Веневитиновым и другими входил в литературно-философский кружок Общество любомудрия, существовавший в 1823—1825 годах. Был знаком с Пушкиным, который вывел его под именем Вершнева в незаконченной повести «Мы проводили вечер на даче» (1835), а также Вяземским, Жуковским и многими другими писателями. Публиковался в журнале «Московский вестник» (1827—1828). Титов — автор романтических повестей «Уединённый домик на Васильевском» (альманах «Северные цветы на 1829») и «Монастырь св. Бригитты» (альманах «Северные цветы на 1831»), опубликованных под псевдонимом Тит Космократов.
Особое место в творчестве Титова занимает повесть «Уединенный домик на Васильевском». В 1828 году Пушкин в салоне у Карамзиных рассказал мистическую повесть, которую Титов впоследствии записал и с разрешения Пушкина опубликовал в альманахе А. Дельвига «Северные цветы». Позднее повесть публиковалась как под именем Титова, так и под именем Пушкина. Титов считался автором трёхтомного романа о Русско-турецкой войне 1828—1829 годов «Неправдоподобные рассказы чичероне дель К…о» (1837), но позже выяснилось, что роман написал его брат, офицер Николай Павлович.
В декабре 1830 года Титов был назначен третьим секретарём миссии в Константинополе; летом 1831 года ездил с дипломатическим поручением в Грецию. В середине 1830-х годов путешествовал по Италии и Германии, в Мюнхене слушал лекции по философии. Затем исполнял обязанности генерального консула в Дунайских княжествах (1839) и посланника в Константинополе (с 1840 года; утверждён в должности в июле 1843) в чинах действительного статского советника (с 15.04.1841) и тайного советника (с 22.05.1849). Взлёт дипломатической карьеры Титова мог быть связан свойство́м его супруги с главой дипломатического ведомства Нессельроде. В 1853 году был смещён за стремление решить конфликт вокруг Святых мест мирным путём, расцененное императором как мягкотелость, и весной 1853 года на посту посланника в Константинополе его сменил А. С. Меньшиков.
Затем Титов принимал участие в Венской конференции 1855 года, а потом занял пост посланника в Штутгарте. В 1858 году он вышел в отставку и был назначен членом Государственного совета.
Александр II оценил решимость Титова избежать Восточной войны, которая обернулась для России катастрофой, и вернул его в 1856 году на государственную службу. В первые годы его правления Титов заведовал учебной частью при великих князьях Николае и Александре. По словам Б. Н. Чичерина, Титов был «человек честный, благородный, с разносторонним образованием», а поэт Тютчев говорил о нём в шутку, что он «создан был для того, чтобы составить инвентарь творения, но совершенно неспособный к педагогической деятельности». Он пригласил давать уроки русской истории и гражданского права наследнику известного либерала Кавелина, но тот был удалён от двора за чрезмерное вольнодумство. Благородный Титов обиделся этим и подал прошение об увольнении. После этого вернулся на место посланника в Штутгарте (1858—1865); завершил дипломатическую карьеру в чине действительного тайного советника (с 08.09.1864).
С 1865 года состоял членом Государственного совета, в котором в 1882—1884 годах занимал пост председателя департамента гражданских и духовных дел. С 1873 года был председателем Археографической комиссии. Состоял почётным опекуном опекунского совета учреждений императрицы Марии по Санкт-Петербургскому присутствию, членом совета воспитательного общества благородных девиц. Почётный член Санкт-Петербургской академии наук. По очерёдности награждения входил в состав пенсионеров — кавалеров ордена Св. Владимира 1-й степени (600 рублей в год).
В 1869 году В. П. Титов купил имение Шереметевых в селе Песочня под Рязанью (теперь это рязанский микрорайон Дашково-Песочня), где поселился в конце жизни. Скончался в глубокой старости 15 (27) сентября 1891 года по дороге в Крым. Отпевание состоялось в Харькове; похоронен был в Успенской церкви села Новики.

## Награды
- Орден Святой Анны 3-й степени (25.03.1828)
- Орден Святого Станислава 2-й степени (12.08.1833)
- Орден Святой Анны 2-й степени (01.01.1837)
- Орден Святого Станислава 1-й степени (10.11.1842)
- Орден Святой Анны 1-й степени (16.08.1845)
- Орден Святого Владимира 2-й степени (01.07.1855)
- Орден Белого орла (02.10.1856)
- Орден Святого Александра Невского (17.04.1862)
- Алмазные знаки к ордену Святого Александра Невского (01.01.1869)
- Орден Святого Владимира 1-й степени (21.12.1873)
- Орден Святого Андрея Первозванного (15.05.1883)
- Знак отличия беспорочной службы за XV лет (22.08.1839)
- Знак отличия беспорочной службы за XX лет (22.08.1845)
- Знак отличия беспорочной службы за XXV лет (22.08.1849)
- Знак отличия беспорочной службы за XXX лет (22.08.1854)
- Медаль «В память войны 1853—1856 гг.» (1856)
- Знак отличия беспорочной службы за XL лет (22.08.1865)

Иностранные:
- Персидский орден Льва и Солнца 2-й степени (1831)
- Греческий орден Спасителя 1-й степени (1848)
- Турецкий орден Славы высшей степени с бриллиантами (1850)
- Вюртембергский орден Фридриха 1-й степени (1856)
- Большой крест ордена Вюртембергской короны (1864)

## Семья
Жена (с 26 апреля 1839 года) — графиня Елена Иринеевна Хрептович (1814—1900), фрейлина двора — дочь И. Е. Хрептовича, сестра дипломата графа М. И. Хрептовича. По отзыву современника, «девица Хрептович была уродлива и невероятно толста, особенно руки у неё были толсты до неприличия, прямо как ляжки». С будущим мужем познакомилась в Константинополе, куда приезжала в сопровождении родителей для свидания с сестрой М. И. Бутенёвой (жена А. П. Бутенёва). После свадьбы в Петербурге жила с мужем в Бухаресте и в Константинополе.
Их дочь Мария (10.09.1840; Константинополь — 1878) — фрейлина двора; была замужем за князем Л. А. Чернышёвым). Сын Вячеслав (21.11.1845; Лондон — 1880) — штабс-капитан; умер при падении с лошади.